# Maestro de Fráncfort

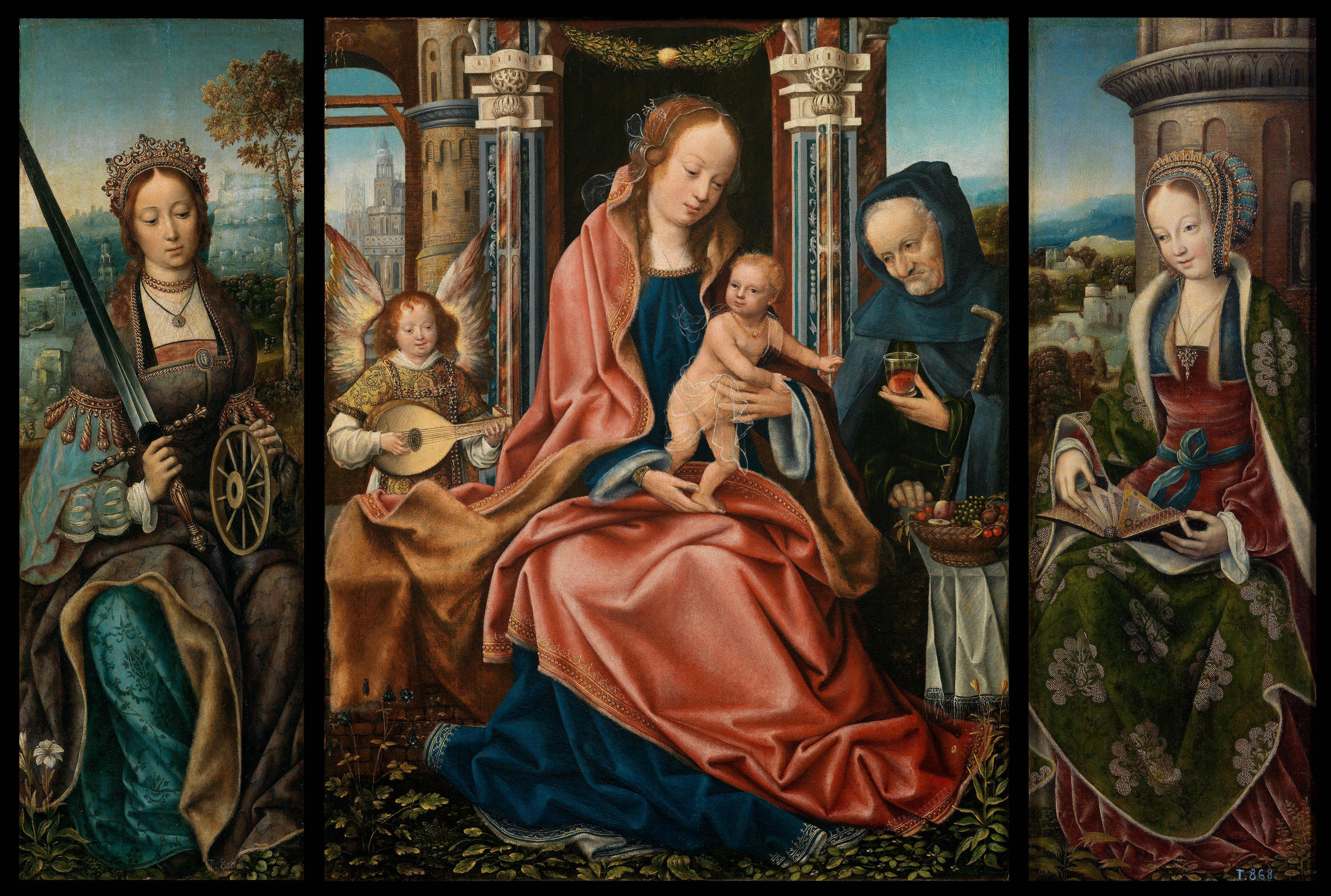
Tríptico de la Sagrada Familia con santa Catalina y santa Bárbara, 1510 - 1520, taller del Maestro de Fráncfort, Museo del Prado.

El llamado Maestro de Fráncfort fue un pintor activo en Amberes entre el último cuarto del siglo XV y el primer tercio del XVI. 

## Biografía
De estilo ecléctico, debe su nombre a dos trípticos que realizó y que se conservan en Fráncfort del Meno. Se le asignó ese nombre convencional por no haberse conservado ninguna obra suya firmada ni documentada que permitiera conocer su nombre real, aunque entre las hipótesis formuladas acerca de su identidad la que se considera más probable es la que lo identifica con Hendrik van Wueluwe, que trabajó en Amberes entre 1483 y el año de su muerte, 1533.
En el Museo Nacional de Arte de Cataluña se puede ver una obra del artista titulada Tríptico del Bautismo de Cristo, realizada entre 1500 y 1520 aproximadamente.
Por su parte el Museo del Prado posee el Tríptico de la Sagrada Familia con santa Catalina y santa Bárbara, que procede del convento de Santa Cruz la Real de Segovia, obra del taller del artista. Con la Desamortización eclesiástica de Mendizábal las tablas laterales, Santa Catalina de Alejandría y Santa Bárbara, pasaron en 1836 del convento al Museo de la Trinidad, y tras la supresión de éste en 1872 al Prado. Sin embargo en 1836 la tabla central, Sagrada Familia con ángel músico, ya no se encontraba en el convento, habiendo sido probablemente expoliada durante la Guerra de la Independencia y sacada de España. No obstante pudo ser adquirida a principios de 2008, por 270.000€, por el Estado, que la adscribió al Museo del Prado, donde en la actualidad puede contemplarse de nuevo el retablo completo.
En 2012 el Estado adquirió una nueva obra del autor, El descendimiento, por 42.000€, que adscribió en este caso al Museo Nacional de Escultura.